# یوشیجیرو اومیزو
اومیزو یوشیجیرو (انگلیسی: Yoshijirō Umezu; ۴ ژانویهٔ ۱۸۸۲ – ۸ ژانویهٔ ۱۹۴۹) سیاستمدار اهل ژاپن بود.